# Károly Khuen-Héderváry
Ban grof Károly Khuen-Héderváry de Hédervár (23. svibnja 1849. – 16. veljače 1918.) mađarski je političar koji je bio hrvatski ban i dvaput ugarski premijer prije Prvog svjetskog rata.

## Podrijetlo
Károly (Dragutin) Khuen Belási rođen je 23. svibnja 1849. godine u Grafenbergu kraj Freiwaldaua (današnji Jeseník u Češkoj) kao prvo od ukupno sedmero djece grofa Antona III. Khuen Belásija i barunice Angelice Izdenczy de Monostor. Školovao se privatno na obiteljskom imanju u Nuštru, a posljednji razred gimnazije završio u liceju u Pečuhu. Studij prava započeo u Zagrebu i okončao u Požunu. Naslov Héderváry i posjede Ozora, Tamási i Hédervár nasljeđuje 1873. nakon smrti svog daljnjeg rođaka po majci, grofa Hédera.

## Javna djelatnost
Svoju javnu i političku djelatnost započinje 1875. godine kao član skupštine okruga Siget. Tu dužnost je obnašao do 1881. godine kada postaje veliki župan u Győru. Pristaje uz politiku mađarskog presizanja za hrvatskim teritorijem (tzv. mađaronsku politiku kojoj je bio cilj pretvoriti Hrvatsku u mađarsku pokrajinu i tako stvoriti Veliku Mađarsku od Karpata do Jadrana). Ubrzo postiže veliki ugled pred mađarskim plemstvom i stječe naklonost i povjerenje cara Franje Josipa I.

## Banovanje
Khuen Héderváry stupa na bansku stolicu 1883. zbog mnogih nemira i nereda koji su izbili zbog mađarskog nepoštovanja Hrvatsko-ugarske nagodbe (počeli su se postavljati dvojezični grbovi na javnim zgradama i mađarski jezik je neslužbeno uveden u javne službe, odnosno činovnici su se morali obavezno znati služiti mađarskim jezikom). Franjo Josip I. postavlja ga na mjesto hrvatskog bana kako bi obuzdao hrvatski sve jači otpor dualizmu uspostavljenom 1867. godine Austro - Ugarskom nagodbom (prema Nagodbi monarhija je podijeljena na dva dijela: na austrijski i ugarski) i tako očuvao Austrijsku prevlast i sačuvao Carstvo od mogućeg raspada. 
Nepunih 20 godina Khuenova banovanja često se nazivaju »khuenovština.« Riječ je o načinu vladavine koju obilježavaju politička samovolja i nasilje. Prema nekim povjesničarima, dolaskom Khuena Héderváryja na mjesto bana nastupilo je jedno od najmračnijih razdoblja u hrvatskoj povijesti. Osnovna Khuenova zadaća bila je provođenje politike sukladne zahtjevima cara i kralja Franje Josipa koji nije želio dirati u dualističko uređenu Austro-Ugarsku Monarhiju. Hédérvary je stoga dosljedno Hrvatima onemogućavao postizanje veće samostalnosti. Svoj je utjecaj nad hrvatskom politikom ostvario uz pomoć unitarističke Narodne stranke uz čiju je pomoć stekao većinu u Hrvatskom saboru na izborima 1884. Kao pomagače u svojim nastojanjima da održi svoju političku premoć, kao saveznike angažirao je Srbe u Hrvatskoj. Svojim savezicima davao je ekonomske i političke povlastice. Godine 1884. dolazi do izglašavanja Srpskih zakona koje se upotpunjavaju 1887. u kojem pravoslavna crkva na području Banovine Hrvatske dobiva pravno na samostalno školstvo.

### Preuređivanje hrvatskog pravnog sustava
Od 1885. pa do 1887. preuredio je hrvatsko sudstvo i upravu stavljajući ih pod veći utjecaj bana. Znatno je sužena sloboda javnog izražavanja. Godine 1886. na njegovu inicijativu potvrđen je zakon kojim se je izvršila reorganizacija županija (Zakon o ustroju županija i uređenju uprave u županijah i kotarih). Prema tom zakonu Hrvatska je podijeljena na 8 županija, na čelu svake od njih bio je župan koji je imao velike ovlasti. Time je Khuen želio učvrstiti svoju vlast i kontrolu nad zemljom. Nakon dvije godine, 1888., potvrdio je novi izborni zakon kojim je pravo glasa imalo samo dva posto najbogatijeg stanovništva. Žene nisu imale pravo glasa, a pravo glasa određivalo se imovinskim i poreznim cenzusom. Omogućeno je pravo glasovanja stranim činovnicima koji su radili u državnim institucijama. Na izborima je pod maskom »održavanja reda i mira« vladalo ozračje stalnoga pritiska, a vlasti se nisu ustručavale koristiti silu tako da je dolazilo i do ubojstava. Tako je u Bošnjacima na dan izbora 1897. godine ubijeno 8, a ranjeno 80 osoba.
Pokušao je izbrisati hrvatsko ime te je poticao korištenje pokrajinskih nazivlja (poput slavonskog imena) kako bi umanjio nacionalnu svijest i pojam Hrvat pripisao nečemu što je »pokrajinsko«.

### Obrazovanje i kultura
Na području školstva nije bilo ništa bolje nego kao na političkom planu. Vršio je pritisak na tadašnju Jugoslavensku akademiju znanosti i umjetnosti i Sveučilište u Zagrebu te otežavao njihov rad. Naposljetku je 1894. godine uveo mađarski jezik kao obavezni predmet u svim realnim gimnazijama i dao mogućnost za osnivanjem mađarskih škola. Takva odredba potpomagala je mađarizaciju stanovništva koju je on nasilno provodio. Otkada je došao na vlast, pokušavao je na sve moguće načine onemogućiti gradnju nove zgrade Zemaljskog kazališta u Zagrebu. Doveo je u pitanje lokaciju buduće zgrade (predlagao je zemljište do glavnog kolodvora) i načina financiranja. Usprkos tim svojim početnim stavovima, uvidio je kako bi gradnjom kazališta pokazao caru da su nacionalne »strasti« u Hrvatskoj splasnule i da je zemlju smirio. Zbog toga je 5. siječnja 1894. godine sklopio ugovor s tvrtkom Helmer i Fellner iz Beča o izgradnji nove kazališne zgrade, te je čak odredio bolju lokaciju u odnosu na onu koju je zahtijevalo gradsko poglavarstvo (oni su htjeli zgradu smjestiti u Ilicu, a Khuen ju je smjestio u sam centar grada).
Na samo otvaranje nove zgrade Hrvatskog narodnog kazališta, 14. listopada 1895., pozvao je Franju Josipa I. Na taj dan skupina studenata i učenika održali su protumađarske prosvjede i pred carem su spalili mađarsku zastavu ispod Jelačićeva spomenika. Demonstracija je nasilno ugušena, a studenti su izbačeni iz škola. Tada je car mogao vidjeti kako je Hrvatska još daleko od smirivanja.

### Gospodarstvo
Bez obzira na Khuenovu strahovladu, gospodarstvo u Hrvatskoj doživljava blagi rast. Osnivaju se banke, osiguravajuća društva, poljoprivredna udruženja. Razvija se industrija: osnivaju se razne tvornice  (npr. tvornica kave Franck, tvornica za proizvodnju žigica Drava - Osijek, i mnoge druge). Povećanjem poljoprivredne proizvodnje osnivaju se parni mlinovi (jedan je osnovao čak i Khuenov brat Heinrich II. Jakob – Hinko u Nuštru), pivovare, tkaonice. Polako se pokreće i elektrifikacija Hrvatske (veća mjesta dobivaju javnu rasvjetu, a javne i gospodarske zgrade osvjetljenje kako bi mogle raditi i noću). Počinje i nagli razvoj željeznica. Uz pomoć Hipotekarne banke osnovane 1893. godine u Zagrebu, Khuen potiče gradnju željeznica pod okriljem Mađarske državne željeznice i tako popularizira parolu: "Čije su željeznice, njegova je i zemlja!"
U Hrvatskoj se stvaralo nezadovoljstvo financijskom ovisnošću Hrvatske o Ugarskoj, tražila se financijska samostalnost, a kada je Ugarski sabor 1903. godine odbio zahtjev za poboljšanje financijskih uvjeta u Hrvatskoj, u Zagrebu se organizirala javna skupština. U drugim hrvatskim gradovima također su se zakazale javne skupštine, ali ih je Khuen zabranio. Izbili su prosvjedi protiv takve odluke u Osijeku, Zagrebu i drugim gradovima gdje su bile zakazane. Posljedica nemira koji su zahvatili čitavu bansku Hrvatsku, bilo je uvođenje prijekog suda i prepuni zatvori hrvatskih prosvjednika.

### Neredi
Zbog sve većeg pritiska Mađara na hrvatski narod i postavljanja mađarskih zastava i grbova na mađarskom jeziku na željezničke postaje, 1903. godine izbija niz nereda diljem zemlje. Najkrvaviji je bio onaj u Zaprešiću koji je završio pucanjem oružnika na seljake koji su nezadovoljni vlašću i banovim ponašanjem spalili mađarsku zastavu i porazbijali sve prozore na zgradi postaje.

## Ugarski premijer

### Prvi mandat
Uvidjevši da Khuen Héderváry nema više nikakvog utjecaja u Hrvatskoj, car ga smjenjuje s dužnosti nakon 20 godina banovanja i postavlja ga 23. lipnja 1903. na mjesto ugarskog ministra-predsjednika (premijera).

### Drugi mandat
Tu dužnost obnašao je do 1910. godine kada se povlači iz političkog života.

## Kasniji život
Umro je 16. veljače 1918. godine u Budimpešti, osamljen i ostavljen od svog naroda i političara koji su ga nekada snažno podupirali.

## Nasljeđe
Premda nije bio omiljen kao hrvatski ban, osobito zbog nastojanja oko mađarizacije Hrvatske, koja je pak dovela do jačanja hrvatske nacionalne svijesti, Károly Khuen Héderváry zaslužan je i za niz pozitivnih pomaka koji su doveli do razvoja gospodarstva, prometa, unapređenja kulturnog života. Dio hrvatske povijesti je također vritnjak koji je ban dobio na sjednici Sabora od 5. listopada 1885. od zastupnika Josipa Gržanića, koja se činjenica u to vrijeme zataškavala lažnim svjedočenjima, brisanjem iz zapisnika i sudskim progonom Gržanića, Davida Starčevića i Eugena Kumičića (koji je vikao prema galerijama "Narode! Tat je izbačen"). 18. prosinca 1885. David Starčević i Josip Gržanić osuđeni su na tri godine tamnice, Kumičić je oslobođen. Stol sedmorice ukinuo je presudu prvostupanjskog suda i skratio kaznu na pet mjeseci.

## Vanjske poveznice
- Dnevno.hr  Arhivirana inačica izvorne stranice od 22. kolovoza 2014. (Wayback Machine) Kako je ban Khuen dobio udarac nogom u stražnjicu, 28. listopada 2012.
- Iz drugog kuta

| prethodnik Ladislav Pejačević | hrvatski ban 1833. – 1903. | nasljednik Teodor Pejačević |